# Гарвардский проект
«Га́рвардский прое́кт» (первоначально Гарвардский проект интервьюирования беженцев англ. Harvard Refugee Interview Project, затем Гарвардский проект по советской социальной системе англ. Harvard Project on the Soviet Social System (HPSSS)) — политико-социологическое исследование советского общества, проведённое образованным в 1948 году Центром русских исследований Гарвардского университета (англ. Harvard University Russian Research Center, HRRC) в начале 1950-х годов при финансировании ВВС США.

## История проекта
К окончанию Второй мировой войны на территории Германии находилось большое количество перемещенных лиц из числа бывших советских граждан, угнанных из СССР, значительная часть которых по окончании войны оказалась в американской зоне оккупации. Интервьюирование этих лиц было расценено как возможность непосредственного получения социально-политической информации о СССР, дополняющей данные разведки и открытых источников.
В ходе выполнения проекта проводились два типа опросов:
- биографические опросы (англ. A-schedule interviews), в которых собирались общесоциологические данные;
- специализированные опросы (англ. B-schedule interviews), в которых собирались «социоантропологические» данные в области экономических и семейных отношений, социальной стратификации и системы властных отношений и тому подобные.

Инициатором проекта была корпорация Карнеги, руководство которой считало, что такой первичный материал необходим для планирования политики США по отношению к СССР в условиях начинавшейся холодной войны. ВВС США, финансировавшие проект, ставили более узкую задачу — оценку психологической уязвимости гражданского населения при массированных бомбардировках, аналогичных по масштабам бомбардировкам Германии англо-американской авиацией в ходе Второй мировой войны и, соответственно, их непрямого эффекта.
В ходе проекта было опрошено более 2000 человек, с более 1000 из них были проведены дополнительные углублённые интервью.
Документы о Гарвардском проекте выложены на отдельном сайте Гарвардского университета и доступны для публичного просмотра.
Результаты Гарвардского проекта послужили источником для десятков научных работ (только за период между 1952 и 1960 годами вышло около 50 статей и книг на основе проекта).